# Ioánna Stephanópoli
Ioánna Stephanópoli (en grec moderne : Ιωάννα Στεφανόπολι), née en 1875 à Athènes et morte en 1961 dans la même ville, est une journaliste grecque. En 1890, elle devient, avec deux autres femmes, l'une des premières étudiantes admises à l'université d'Athènes. Après avoir obtenu son diplôme, elle poursuit ses études à Paris. Elle mène ensuite une carrière de journaliste et éditrice.

## Biographie

### Formation
Ioánna Stephanópoli étudie dans la prestigieuse école Arsákeio. Elle dépose une candidature pour étudier la philologie à l'université d'Athènes. Cette demande, inédite pour une femme à l'époque, fait l'objet de délibérations au Sénat universitaire, avant d'être transmise au ministère de l'Éducation. Finalement, le ministre donne son accord personnel pour son admission. En 1890, Ioánna Stephanópoli est finalement acceptée à l'université, marquant un tournant dans l'accès des femmes à l'éducation supérieure en Grèce.

### Carrière
Après avoir obtenu son diplôme, Ioánna Stephanópoli se rend à Paris pour poursuivre ses études. À son retour, elle entame une carrière dans le journalisme et devient l'une des premières femmes reporters et éditrices en Grèce.